# Коч, Сюмейра
Сюмейра́ Коч (тур. Sümeyra Koç; род. 27 февраля 1987, Стамбул) — турецкая актриса

 театра, кино и телевидения.

## Ранние годы
Сюмейра Коч родилась 27 февраля 1987 года в Стамбуле (Турция) в семье иммигрантов из Югославии. Её мать иммигрировала из Сербии, а отец — из Черногории. После окончания средней школы Коч поступила на факультет по связям с общественностью Стамбульского университета Билги. На последнем курсе она обучалась в Европейском мадридском университете по программе обмена студентами. Окончив университет и вернувшись в Турцию, изучала актёрское мастерство в Мастерской актёрского мастерства и Культурном центре Садри Алышыка.

## Карьера
В 2013 году Коч дебютировала на телевидении, сыграв роль детектива Дилек в эпизоде телесериала «Галип Дервиш». В том же году она сыграла роль Гизем в фильме «Шевкат Еримдар» и роль Шифаджи (Дуру) в телесериале «Я открою тебе секрет».
В 2014 году Коч сыграла роль Хаввы Эминовой в телесериале «Курт Сеит и Александра» и роль Первин в телеcериале «Гостиница Диване». В 2015 году она сыграла роль Гюндже в телесериале «Подсолнух» и роль Зейнеп в телесериале «Чёрный ящик». В 2016 году сыграла роль Зейнеп в телефильме «Сарухан».
Широкую известность Коч приобрела в 2018 году, сыграв роль Фарах в телесериале «Госпожа Фазилет и её дочери». В 2021 году она сыграла роль Миры в эпизоде телесериала «Постучись в мою дверь». Также появилась во множестве телевизионных рекламных роликах и играла в спектакле «Пижама на 6 человек» в театре «Карадут».

## Личная жизнь
С 30 сентября 2017 года Коч замужем за главным управляющим и агентом игроков OneTwo Sports Management Джаном Джолем, с которым она состоит в отношениях с 2009 года.

## Фильмография
| Год       |    | Русское название            | Оригинальное название      | Роль           |
| --------- | -- | --------------------------- | -------------------------- | -------------- |
| 2010—2014 | с  | Пора тюльпанов              | Lale Devri                 |                |
| 2013      | с  | Галип Дервиш                | Galip Derviş               | детектив Дилек |
| 2013      | ф  | Шевкат Еримдар              | Şevkat Yerimdar            | Гизем          |
| 2013—2014 | с  | Я открою тебе секрет        | Sana Bir Sır Vereceğim     | Шифаджи (Дуру) |
| 2014      | с  | Курт Сеит и Александра      | Kurt Seyit ve Şura         | Хавва Эминова  |
| 2015      | с  | Чёрный ящик                 | Kara Kutu                  | Зейнеп         |
| 2015      | с  | Подсолнух                   | Günebakan                  | Гюндже         |
| 2015—2017 | с  | Любовь напрокат             | Kiralık Aşk                |                |
| 2016      | тф | Сарухан                     | Saruhan                    | Зейнеп         |
| 2018      | с  | Госпожа Фазилет и её дочери | Fazilet Hanım ve Kızları   | Фарах          |
| 2021      | с  | Постучись в мою дверь       | Sen Çal Kapımı             | Мира           |
| 2021—2022 | с  | Кипр: на пути к победе      | Kıbrıs: Zafere Doğru       | Сэнди          |
| 2023      | с  | Королева                    | Kraliçe                    | Гае            |
| 2023      | с  | Позолоченная клетка         | Altın Kafes                | Алара Бейоглу  |
|           | с  | Кто пришёл, кто ушёл        | Kimler Geldi, Kimler Geçti | Ниль           |